# Bolbochromus hirokawai
Bolbochromus hirokawai är en skalbaggsart som beskrevs av Ochi, Kon och Kawahara 2010. Bolbochromus hirokawai ingår i släktet Bolbochromus och familjen Bolboceratidae. Inga underarter finns listade.